# Greg Landry
Greg Landry (Nashua, Nuevo Hampshire; 18 de diciembre de 1946-4 de octubre de 2024) fue un jugador y entrenador de fútbol americano de Estados Unidos que jugó 15 temporadas con tres equipos en la NFL en la posición de quarterback con una aparición en el Pro Bowl.

## Carrera

### Jugador
Landry fue el primer quarterback seleccionado en el draft unificado de 1968 en la posición 11 global proveniente de UMass Minutemen por los Detroit Lions, donde fue nombrado en el equipo All-Yankee Conference en dos ocasiones. Con los Lions en 1971 lanzó para 2,237 yardas y 16 touchdowns, año donde fue nombrado a su primer y único Pro Bowl de su carrera. En 1976 Landry lanzó para 2,191 yardas y 17 touchdowns, siendo seleccionado en la NFL con el premio al regreso del año. en su carrera impuso dos récords de pases con los Lions. El coach Tommy Hudspeth lo mandó a la banca en 1977 para poner en su lugar a Gary Danielson.
Landry pidió su cambio y fue enviado a los Baltimore Colts por ronda de cuarta y quinta ronde del draft de 1979 (la 88° y 131° general—Ulysses Norris y Walt Brown respectivamente) y una tercera ronda del draft de 1980 (la 62° global—Mike Friede) el 29 de abril de 1979. En sus tres años con los Colts le fue bien en 1979 a pesar del récord de 5–11 tras la lesión del quarterback titular Bert Jones. Landry impuso una marca personal de yardas aéreas con 2,932 yardas y 15 touchdowns en ese año. Después pasó a jugar con los Chicago Blitz en 1983 y Arizona Wranglers en 1984 en la United States Football League (USFL). Llegó a ser titular en un partido como quarterback para los Chicago Bears en 1984 antes de retirarse como jugador.
Landry era también buen corredor de bola; en 1970 ante Green Bay, corrió para 76 yardas con un simple quarterback sneak, que por varios años fue el acarreo más largo de un quarterback en la historia de la NFL. En su carrera corrió para 2,600 yardas y 21 touchdowns, liderando al equipo en 1970 y 1972, anotando 9 touchdowns en 1972.  Al retirarse se ubicó en el tercer lugar de todos los tiempos en yardas (12,451), y segundo en pases de touchdown con 80.

### Entrenador
Landry inició como entrenador en 1985 con los Cleveland Browns como entrenador de quarterbacks, y luego se unió a Mike Ditka en 1986 en el mismo puesto con los Bears, donde ocupó varios puestos y enfrentó a los New England Patriots en el Super Bowl XX. Con los Bears también fue entrenador de wide receivers y tight ends, hasta de entrenador en jefe de 1988 a 1992.
En 1992 Landry pasó a ser coordinador ofensivo de Illinois Fighting Illini por dos temporadas. En 1994 tuvo a la segunda mejor ofensiva aérea del Big Ten Conference, teniendo un récord de 30–0 y ganó el Liberty Bowl de 1994 ante East Carolina Pirates.
Al año siguiente Landry regresó a los Lions como entrenador de quarterbacks, ayudando a crear la mejor ofensiva de la NFL liderada por Scott Mitchell, que puso récords de pases en esa temporada. Se retiró como entrenador en 1996 para ser presentador de radio en una emisora local.

## Estadísticas
| Año     | Equipo  | Partidos | Partidos | Partidos | Pase  | Pase  | Pase | Pase   | Pase | Pase | Pase | Pase | Pase | Carrera | Carrera | Carrera | Carrera | Carrera |
| Año     | Equipo  | PJ       | PT       | Récord   | Cmp   | Att   | Pct  | Yds    | Avg  | Lng  | TD   | Int  | Rtg  | Att     | Yds     | Avg     | Lng     | TD      |
| ------- | ------- | -------- | -------- | -------- | ----- | ----- | ---- | ------ | ---- | ---- | ---- | ---- | ---- | ------- | ------- | ------- | ------- | ------- |
| 1968    | DET     | 4        | 2        | 0–2      | 23    | 48    | 47.9 | 338    | 7.0  | 80   | 2    | 7    | 45.7 | 7       | 39      | 5.6     | 14      | 1       |
| 1969    | DET     | 10       | 7        | 5–2      | 80    | 160   | 50.0 | 853    | 5.3  | 43   | 4    | 10   | 48.3 | 33      | 243     | 7.4     | 26      | 1       |
| 1970    | DET     | 12       | 6        | 5–1      | 83    | 136   | 61.0 | 1,072  | 7.9  | 58   | 9    | 5    | 92.5 | 35      | 350     | 10.0    | 76      | 1       |
| 1971    | DET     | 14       | 14       | 7–6–1    | 136   | 261   | 52.1 | 2,237  | 8.6  | 76   | 16   | 13   | 80.9 | 76      | 530     | 7.0     | 52      | 3       |
| 1972    | DET     | 14       | 14       | 8–5–1    | 134   | 268   | 50.0 | 2,066  | 7.7  | 82   | 18   | 17   | 71.8 | 81      | 524     | 6.5     | 38      | 9       |
| 1973    | DET     | 7        | 7        | 2–4–1    | 70    | 128   | 54.7 | 908    | 7.1  | 84   | 3    | 10   | 52.5 | 42      | 267     | 6.4     | 18      | 2       |
| 1974    | DET     | 5        | 3        | 1–2      | 49    | 82    | 59.8 | 572    | 7.0  | 45   | 3    | 3    | 77.9 | 22      | 95      | 4.3     | 19      | 1       |
| 1975    | DET     | 6        | 3        | 2–1      | 31    | 56    | 55.4 | 403    | 7.2  | 36   | 1    | 0    | 84.2 | 20      | 92      | 4.6     | 14      | 0       |
| 1976    | DET     | 14       | 12       | 5–7      | 168   | 291   | 57.7 | 2,191  | 7.5  | 74   | 17   | 8    | 89.6 | 43      | 234     | 5.4     | 28      | 1       |
| 1977    | DET     | 11       | 11       | 4–7      | 135   | 240   | 56.3 | 1,359  | 5.7  | 39   | 6    | 7    | 68.7 | 25      | 99      | 4.0     | 13      | 0       |
| 1978    | DET     | 5        | 5        | 1–4      | 48    | 77    | 62.3 | 452    | 5.9  | 20   | 1    | 1    | 77.4 | 5       | 29      | 5.8     | 19      | 0       |
| 1979    | BAL     | 16       | 12       | 2–10     | 270   | 457   | 59.1 | 2,932  | 6.4  | 67   | 15   | 15   | 75.3 | 31      | 115     | 3.7     | 17      | 0       |
| 1980    | BAL     | 16       | 1        | 1–0      | 24    | 47    | 51.1 | 275    | 5.9  | 32   | 2    | 3    | 56.6 | 7       | 26      | 3.7     | 14      | 1       |
| 1981    | BAL     | 11       | 0        | –        | 14    | 29    | 48.3 | 195    | 6.7  | 34   | 0    | 1    | 56.0 | 1       | 11      | 11.0    | 11      | 0       |
| 1984    | CHI     | 1        | 1        | 1–0      | 11    | 20    | 55.0 | 199    | 10.0 | 55   | 1    | 3    | 66.5 | 2       | 1       | 0.5     | 1       | 1       |
| Fuente: | Fuente: | 146      | 98       | 44–51–3  | 1,276 | 2,300 | 55.5 | 16,052 | 7.0  | 84   | 98   | 103  | 72.9 | 430     | 2,655   | 6.2     | 76      | 21      |